# Wakhi
O povo Wakhi habita a região do Corredor de Wakhan e falam o língua wakhi

## Demografia
A população dos wakhi está em torno de 50.000 indivíduos, distribuidos em quatro países diferentes: Afeganistão, Tajiquistão, Paquistão e Xinjiang, no oeste da China.

## Religião
Os wakhi são islâmicos xiitas ismaelitas.